# Samtgemeinde Schwarmstedt
Samtgemeinde Schwarmstedt er en Samtgemeinde bestående af fem kommuner, beliggende i den sydlige del af Landkreis Heidekreis, i den centrale del af den tyske delstat Niedersachsen. Samtgemeindes administration ligger i byen Schwarmstedt.

## Geografi
Floden Aller løber gennem samtgemeinden.
Samtgemeinde Schwarmstedt grænser til
- Samtgemeinde Ahlden
- Samtgemeinde Steimbke
- Kommunen Wedemark
- Kommunen Wietze

### Inddeling
Samtgemeinde Schwarmstedt består af fem kommuner.
| Kommunenavn      | Indbyggere (pr. 31. december 2013) |
| ---------------- | ---------------------------------- |
| Buchholz (Aller) | 2.056                              |
| Essel            | 1.069                              |
| Gilten           | 1.206                              |
| Lindwedel        | 2.593                              |
| Schwarmstedt     | 5.353                              |